# Mylonchulus brachyurus
Mylonchulus brachyurus är en rundmaskart som först beskrevs av Butschli 1873.  Mylonchulus brachyurus ingår i släktet Mylonchulus och familjen Mononchidae. Inga underarter finns listade i Catalogue of Life.